# Старе Любєєво
Старе Любєєво (пол. Stare Lubiejewo) — село в Польщі, у гміні Острув-Мазовецька Островського повіту Мазовецького воєводства.
Населення — 773 особи (2011).
У 1975-1998 роках село належало до Остроленцького воєводства.

## Демографія
Демографічна структура станом на 31 березня 2011 року:
|          | Загалом | Допрацездатний вік | Працездатний вік | Постпрацездатний вік |
| -------- | ------- | ------------------ | ---------------- | -------------------- |
| Чоловіки | 392     | 76                 | 269              | 47                   |
| Жінки    | 381     | 66                 | 230              | 85                   |
| Разом    | 773     | 142                | 499              | 132                  |